# Timonius heptamerus
Timonius heptamerus är en måreväxtart som beskrevs av Herbert Fuller Wernham. Timonius heptamerus ingår i släktet Timonius och familjen måreväxter. Inga underarter finns listade i Catalogue of Life.